# Município de Washington (condado de Warren, Ohio)
O município de Washington (em inglês: Washington Township) é um município localizado no condado de Warren no estado estadounidense de Ohio. No ano de 2010 tinha uma população de 2.717 habitantes e uma densidade populacional de 30,8 pessoas por km².

## Geografia
O município de Washington encontra-se localizado nas coordenadas 39° 24′ 47″ N, 84° 01′ 25″ O. Segundo a Departamento do Censo dos Estados Unidos, o município tem uma superfície total de 88.2 km², da qual 88,19 km² correspondem a terra firme e (0,02 %) 0,02 km² é água.

## Demografia
Segundo o censo de 2010, tinha 2.717 habitantes residindo no município de Washington. A densidade populacional era de 30,8 hab./km². Dos 2.717 habitantes, o município de Washington estava composto pelo 97,83 % brancos, o 0,81 % eram afroamericanos, o 0,15 % eram amerindios, o 0,33 % eram asiáticos, o 0,26 % eram de outras raças e o 0,63 % eram de uma mistura de raças. Do total da população o 1,18 % eram hispanos ou latinos de qualquer raça.